# Calcificazione
La calcificazione in campo medico è il deposito di sali di calcio nei tessuti di un dato organismo.

## Percorso della calcificazione

### Normale
Il calcio assunto dall'individuo segue quasi interamente (99%) la via della deposizione presso le ossa e i denti, la parte restante invece viene disciolta nei liquidi corporei. In caso di fratture il fenomeno della calcificazione effettua un lavoro di riparazione e da questo processo si formano i calli ossei.

### Alterata
Esistono numerose patologie che guastano l'equilibrio descritto e queste patologie riguardano anche l'ormone paratirodeo e la vitamina D. Tali anomalie comportano che il calcio si depositi lungo le arterie, nei reni e nei tessuti danneggiando gli organi vicini.

## Tipologia
- Calcificazione distrofica
- Calcificazione metastatica
- Calcificazioni simili a popcorn
- Calcificazioni dell'anello mitralico
- Calcificazioni delle arterie